# Xylotoles laetus
Xylotoles laetus là một loài bọ cánh cứng trong họ Cerambycidae.